# Americas Rugby League Championship 2019
El Americas Rugby League Championship 2019 fue la cuarta edición del Americas Rugby League Championship y la primera en formato de nueve jugadores, según la rotación establecida en la cual los años pares se disputará en formato de 13 jugadores, y en los impares en formato de nueve jugadores.
El campeón fue el seleccionado de Estados Unidos al vencer en la final a Canadá por un marcador de 20 a 8.
Se disputó durante el mes de mayo de 2019 en Toronto en Canadá.

## Torneo masculino

### Fase de grupos
| 18 de mayo de 2019 | Canadá | 24 - 6 | Jamaica |  |  |

| 18 de mayo de 2019 | Estados Unidos | 30 - 4 | Latin Heat |  |  |

| 18 de mayo de 2019 | Canadá | 28 - 0 | Latin Heat |  |  |

| 18 de mayo de 2019 | Jamaica | 4 - 18 | Estados Unidos |  |  |

| 18 de mayo de 2019 | Canadá | 14 - 14 | Estados Unidos |  |  |

| 18 de mayo de 2019 | Jamaica | 16 - 10 | Latin Heat |  |  |

### Tercer puesto
| 18 de mayo de 2019 | Jamaica | 16 - 10 | Latin Heat |  |  |

### Final
| 18 de mayo de 2019 | Canadá | 8 - 20 | Estados Unidos |  |  |

## Torneo femenino
| 18 de mayo de 2019 | Ontario | 9 - 28 | Canadá |  |  |

| 18 de mayo de 2019 | Jamaica | 0 - 24 | Ontario |  |  |

| 18 de mayo de 2019 | Canadá | 26 - 0 | Jamaica |  |  |